# A magyar női labdarúgó-válogatott 2013. március 11-i mérkőzése
Előző mérkőzés - Következő mérkőzés

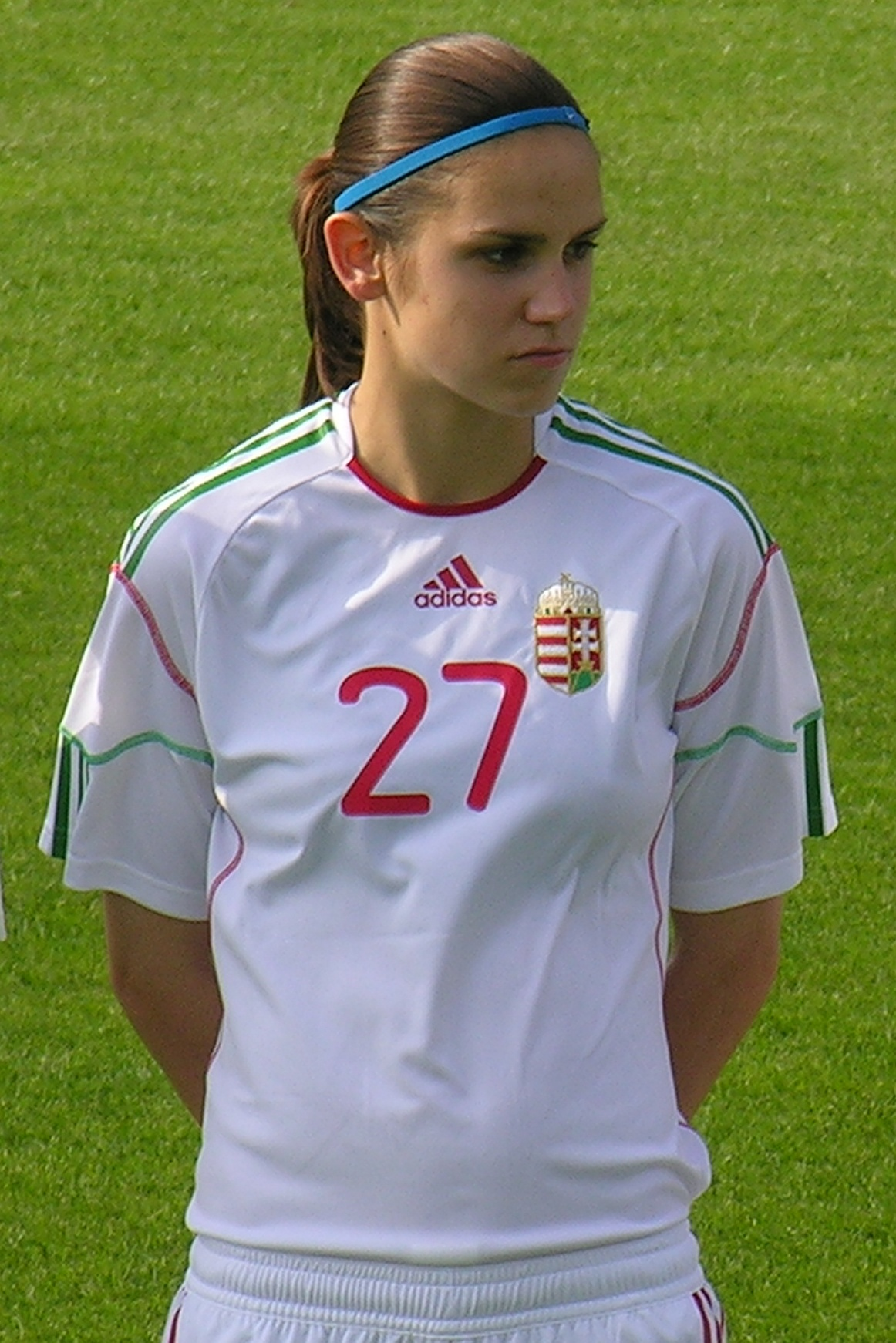
Sipos Lilla ezen a mérkőzésen volt 25. alkalommal válogatott

A magyar női labdarúgó-válogatott utolsó csoportmérkőzése az Algarve Kupán Wales ellen, 2013. március 11-én, amely 1–1-es döntetlennel zárult. A magyar válogatott ezzel az eredménnyel a csoport második helyén végzett és Izland ellen játszhatott a kilencedik helyért.

## Keretek
| Wales | Wales | Wales    | Wales |
| Név   | Kor   | Vál./Gól | Klub  |
| ----- | ----- | -------- | ----- |

| Magyarország      | Magyarország | Magyarország | Magyarország       |
| Név               | Kor          | Vál./Gól     | Klub               |
| ----------------- | ------------ | ------------ | ------------------ |
| Szőcs Réka        | 23 éves      | 36 / 0       | MTK Hungária       |
| Németh Júlia      | 21 éves      | 1 / 0        | Ferencvárosi TC    |
| Kovács Klaudia    | 22 éves      | 4 / 0        | Astra Hungary FC   |
| Szeitl Szilvia    | 25 éves      | 40 / 0       | 1. FC Femina       |
| Gál Tímea         | 28 éves      | 46 / 0       | MTK Hungária       |
| Tálosi Szabina    | 24 éves      | 36 / 3       | FC Südburgenland   |
| Demeter Réka      | 21 éves      | 22 / 0       | MTK Hungária       |
| Tóth II Alexandra | 22 éves      | 27 / 0       | Viktória FC        |
| Tóth I Alexandra  | 22 éves      | 19 / 0       | Thróttur Reykjavík |
| Vesszős Mercédesz | 21 éves      | 2 / 0        | MTK Hungária       |
| Szarvas Alexandra | 20 éves      | 7 / 0        | VfL Sindelfingen   |
| Csiszár Henrietta | 18 éves      | 12 / 1       | MTK Hungária       |
| Szabó Boglárka    | 20 éves      | 17 / 0       | Astra Hungary FC   |
| Smuczer Angéla    | 31 éves      | 77 / 1       | MTK Hungária       |
| Tóth Gabriella    | 26 éves      | 39 / 2       | Lokomotive Leipzig |
| Sipos Lilla       | 20 éves      | 24 / 5       | Viktória FC        |
| Pádár Anita       | 33 éves      | 101 / 32     | MTK Hungária       |
| Vágó Fanny        | 21 éves      | 42 / 23      | MTK Hungária       |
| Szuh Erika        | 23 éves      | 22 / 1       | Lokomotive Leipzig |
| Kaján Zsanett     | 15 éves      | 2 / 0        | Ferencvárosi TC    |

 megjegyzés: Az adatok a mérkőzés napjának megfelelőek!

## Az összeállítások
| 2013. március 11. |

| Wales   | 1 – 1   | Magyarország |
| ------- | ------- | ------------ |
| Ward 8' | (1 – 0) | Csiszár 76'  |

| Quarteira Játékvezető: Therese Sagno (GUI) |

| Wales | Magyarország |

| WALES:               |    |                   |       |
|                      |    |                   |       |
| K                    | 1  | Nicola Davies     |       |
| V                    | 3  | Carys Hawkins     |       |
| V                    | 4  | Kylie Davies      |       |
| V                    | 5  | Lauren Price      |       |
| V                    | 8  | Harley Ladd       | 85'   |
| KP                   | 2  | Loren Dykes       |       |
| KP                   | 6  | Michelle Green    | 58'   |
| KP                   | 7  | Sophie Ingle      |       |
| KP                   | 10 | Jesscie Fischlock | 90+4' |
| CS                   | 9  | Helen Ward        |       |
| CS                   | 11 | Natasha Harding   | 66'   |
| Cserék:              |    |                   |       |
| KP                   | 18 | Angharad James    | 58'   |
| KP                   | 14 | Sarah Wiltshire   | 66'   |
| KP                   | 22 | Rachel Hignett    | 85'   |
| Szövetségi kapitány: |    |                   |       |
| Jarmo Matikainen     |    |                   |       |

| MAGYARORSZÁG:        |    |                   |             |
|                      |    |                   |             |
| K                    | 1  | Szőcs Réka        |             |
| V                    | 9  | Szeitl Szilvia    | 88'         |
| V                    | 18 | Tálosi Szabina    |             |
| V                    | 21 | Vesszős Mercédesz | a szünetben |
| V                    | 17 | Demeter Réka      | 14'         |
| KP                   | 14 | Szarvas Alexandra | a szünetben |
| KP                   | 6  | Smuczer Angéla    | 63'         |
| KP                   | 5  | Gál Tímea         |             |
| KP                   | 11 | Kaján Zsanett     | 63'         |
| CS                   | 3  | Csiszár Henrietta |             |
| CS                   | 10 | Vágó Fanny        |             |
| Cserék:              |    |                   |             |
| K                    | 12 | Kovács Klaudia    |             |
| V                    | 19 | Tóth I Alexandra  | 88'         |
| V                    | 15 | Tóth I Alexandra  | 14'         |
| CS                   | 20 | Sipos Lilla       | a szünetben |
| KP                   | 8  | Pádár Anita       | a szünetben |
| KP                   | 16 | Szabó Boglárka    | 63'         |
| KP                   | 23 | Szuh Erika        | 63'         |
| Szövetségi kapitány: |    |                   |             |
| Vágó Attila          |    |                   |             |

## A mérkőzés
| „             | Az első félidőben ijedten, bátortalanul, megilletődve játszottunk, rá sem ismertem a csapatra az első meccsek bátor játéka után. A szünetben taktikát változtattunk, és a fordulás után mint ha kicserélték volna a csapatot, innentől már rólunk szólt a találkozó. Nagy csata volt a mai, ha az első félidőt nem rontjuk el, nyerhettünk volna, ha a helyzetek számát vesszük alapul, győzelmet szalasztottunk el. Ugyanakkor a döntetlennel is elégedettek vagyunk, mert sikerült megszereznünk a csoport második helyét, és a világ élvonalához tartozó riválissal játszunk a 9-10. helyért. | ” |
| – Vágó Attila | |   |

## Örökmérleg a mérkőzés után
| Magyarország | :         | Wales |
| ------------ | --------- | ----- |
| 0            | Győzelem  | 1     |
| 1            | Döntetlen | 1     |
| 2            | Gólok     | 3     |
| 1/6          | Pontok    | 4/6   |
| 16.67        | %         | 66.67 |